# Elisenda de Pinós
Elisenda de Pinós i de Canet (de vegades anomenada també Elionor de Pinós) va ser una noble catalana, filla de Galceran IV, senyor de Pinós, i d'Esclarmunda de Canet. Es va casar amb Pere II Ramon de Montcada, baró d'Aitona, Serós i Soses, amb el qual va tenir quatre fills: Ot I de Montcada; la reina Elisenda de Montcada, la quarta i última dona de Jaume II d'Aragó; Guillem Ramon; i Gastó, bisbe de Girona.
Té dedicat un carrer a Barcelona.